# بيولا ماري ديكس
بيولا ماري ديكس (بالإنجليزية: Beulah Marie Dix)‏ (24 يناير 1876، كينغستون في الولايات المتحدة - 25 سبتمبر 1970، وودلاند هيلز، كاليفورنيا في الولايات المتحدة)؛ كاتِبة مُتخصِّصة في أدب الأطفال، سيناريست وروائية أمريكية. درست في كلية رادكليف.

## روابط خارجية
- بيولا ماري ديكس على موقع IMDb (الإنجليزية)
- بيولا ماري ديكس على موقع ألو سيني (الفرنسية)
- بيولا ماري ديكس على موقع أول موفي (الإنجليزية)
- بيولا ماري ديكس على موقع قاعدة بيانات برودواي على الإنترنت (الإنجليزية)
- بيولا ماري ديكس على موقع قاعدة بيانات الأفلام السويدية (السويدية)
- بيولا ماري ديكس على موقع قاعدة بيانات الفيلم (الإنجليزية)